# Elfrid Payton
Pour les articles homonymes, voir Payton.
Elfrid Payton, Jr., né le 22 février 1994 à Gretna en Louisiane, est un joueur américain de basket-ball mesurant 1,90 m et évoluant au poste de meneur.

## Biographie

### Carrière universitaire
En 2011, il rejoint les Ragin' Cajuns de la Louisiane en NCAA.
Le 21 avril 2014, il se présente à la draft 2014 de la NBA.
Le 19 mai, les Hawks d'Atlanta, qui disposent du 15e choix de la draft, se montrent intéressés par Payton. Le 20 juin, il est invité pour un second work-out par les Lakers de Los Angeles, qui possèdent le 7e choix de draft.

### Carrière professionnelle

#### Magic d'Orlando (2014-fév. 2018)
Le 26 juin 2014, lors de la draft 2014 de la NBA, il est choisi en 10e position par les 76ers de Philadelphie avant d'être échangé au Magic d'Orlando contre Dario Šarić (12e position) qui lui est envoyé à Philadelphie.

#### Suns de Phoenix (Fév.-juin 2018)
Payton part aux Suns de Phoenix en février 2018, dans un échange contre un choix au second tour de la draft 2018.
A la fin de la saison 2017-2018, il n'est pas conservé par les Suns et devient agent libre.

#### Pelicans de La Nouvelle-Orléans (2018-2019)
Le 1er juillet 2018, il signe avec les Pelicans de La Nouvelle-Orléans.
Le 17 octobre 2018, lors de son premier match avec les Pelicans, Payton réalise le premier triple-double de la saison 2018-2019 de la NBA, avec 10 points, 10 rebonds, 10 passes décisives contre les Rockets de Houston.
Lors de cette même saison il réalise entre le 10 et 19 mars 2019, 5 Triple-double consécutifs. Seuls 4 autres joueurs avaient déjà réalisé une telle performance : Wilt Chamberlain, Oscar Robertson, Michael Jordan et Russell Westbrook.

#### Knicks de New York (2019-2021)
Le 1er juillet 2019, il signe pour deux saisons avec les Knicks de New York. Il est coupé par les Knicks en novembre 2020 pour ensuite re-signer avec la franchise new-yorkaise pour un contrat d'un an et 5 millions de dollars.

#### Pelicans de La Nouvelle-Orléans (2024)
En novembre 2024, Payton retourne aux Pelicans de La Nouvelle-Orléans, une équipe diminuée par les blessures. Il fait 21 passes décisives, son record personnel, lors de ce passage aux Pelicans mais il est coupé en décembre après 7 rencontres.

#### Hornets de Charlotte (février 2025)
En février 2025, il signe un contrat de 10 jours avec les Hornets de Charlotte.

## Style de jeu
Payton est un habile rebondeur et n’hésite pas à prendre un match à son compte si son équipe a besoin de lui. Payton est aussi un excellent passeur, plutôt un bon point pour un meneur, son profil très complet reste un plus non négligeable. Seul bémol, son tir extérieur est faiblard et il perd beaucoup trop de ballons, mais a un gros potentiel comme le prouve une très bonne fin de saison 2016-2017, avec notamment plusieurs triples doubles enchaînés.

## Palmarès et distinctions

### Palmarès

#### En sélection nationale
- Médaillé d'or à la Coupe du monde 2013 des U19 en République tchèque.

### Distinctions personnelles

#### En NCAA
- 2× First Team All-Sun Belt (2013, 2014).
- Lefty Driesell Award (2014).
- Sun Belt Defensive Player of the Year (2014).

#### En NBA
- NBA All-Rookie First Team en 2015.
- Rookie du mois de la Conférence Est en janvier 2015.

## Statistiques

### Universitaires
Les statistiques d'Elfrid Payton en matchs universitaires sont les suivantes :
| Saison    | Équipe    | Matchs | Titul. | Min./m | % Tir | % 3pts | % LF | Rbds/m. | Pass/m. | Int/m. | Ctr/m. | Pts/m. |
| --------- | --------- | ------ | ------ | ------ | ----- | ------ | ---- | ------- | ------- | ------ | ------ | ------ |
| 2011-2012 | Louisiane | 32     | 10     | 22,7   | 44,8  | 0,0    | 56,8 | 3,56    | 3,03    | 1,16   | 0,28   | 7,16   |
| 2012-2013 | Louisiane | 33     | 33     | 35,5   | 47,5  | 32,0   | 64,3 | 5,58    | 5,48    | 2,42   | 0,64   | 15,91  |
| 2013-2014 | Louisiane | 35     | 35     | 35,9   | 50,9  | 25,9   | 60,9 | 6,00    | 5,94    | 2,29   | 0,60   | 19,20  |
| Total     | Total     | 100    | 78     | 31,5   | 48,5  | 26,8   | 61,2 | 5,08    | 4,86    | 1,97   | 0,51   | 14,26  |

### Professionnelles

#### Saison régulière
| Saison    | Équipe              | Matchs | Titul. | Min./m | % Tir | % 3pts | % LF | Rbds/m. | Pass/m. | Int/m. | Ctr/m. | Pts/m. |
| --------- | ------------------- | ------ | ------ | ------ | ----- | ------ | ---- | ------- | ------- | ------ | ------ | ------ |
| 2014-2015 | Orlando             | 82     | 63     | 30,3   | 42,5  | 26,2   | 55,1 | 4,26    | 6,50    | 1,73   | 0,24   | 8,91   |
| 2015-2016 | Orlando             | 73     | 69     | 29,4   | 43,6  | 32,6   | 58,9 | 3,58    | 6,41    | 1,22   | 0,27   | 10,66  |
| 2016-2017 | Orlando             | 82     | 58     | 29,4   | 47,3  | 27,4   | 69,2 | 4,76    | 6,45    | 1,05   | 0,49   | 12,76  |
| 2017-2018 | Orlando             | 44     | 44     | 28,6   | 52,0  | 37,3   | 63,2 | 3,95    | 6,25    | 1,45   | 0,36   | 13,02  |
| 2017-2018 | Phoenix             | 19     | 19     | 29,0   | 43,5  | 20,0   | 68,5 | 5,26    | 6,21    | 1,00   | 0,32   | 11,79  |
| 2018-2019 | La Nouvelle-Orléans | 42     | 42     | 29,8   | 43,4  | 31,4   | 74,3 | 5,24    | 7,62    | 1,05   | 0,40   | 10,62  |
| 2019-2020 | New York            | 45     | 36     | 27,7   | 43,9  | 20,3   | 57,0 | 4,71    | 7,18    | 1,56   | 0,38   | 9,98   |
| 2020-2021 | New York            | 63     | 63     | 23,6   | 43,2  | 28,6   | 68,2 | 3,43    | 3,22    | 0,75   | 0,14   | 10,14  |
| 2021-2022 | Phoenix             | 50     | 1      | 11,0   | 38,3  | 22,2   | 37,5 | 1,76    | 1,98    | 0,50   | 0,12   | 3,00   |
| Total     | Total               | 500    | 395    | 26,8   | 44,7  | 28,7   | 62,3 | 4,01    | 5,74    | 1,18   | 0,30   | 10,07  |

Mise à jour le 14 avril 2022

#### Playoffs
| Saison | Équipe   | Matchs | Titul. | Min./m | % Tir | % 3pts | % LF | Rbds/m. | Pass/m. | Int/m. | Ctr/m. | Pts/m. |
| ------ | -------- | ------ | ------ | ------ | ----- | ------ | ---- | ------- | ------- | ------ | ------ | ------ |
| 2021   | New York | 2      | 2      | 6,5    | 0,0   | 0,0    | 50,0 | 0,00    | 0,50    | 0,50   | 0,00   | 0,50   |
| 2022   | Phoenix  | 2      | 0      | 3,8    | 66,7  | 0,0    | 0,0  | 0,00    | 1,50    | 0,00   | 0,00   | 2,00   |
| Total  | Total    | 4      | 2      | 5,2    | 25,0  | 0,0    | 50,0 | 0,00    | 1,00    | 0,30   | 0,00   | 1,30   |

Mise à jour le 16 mai 2022

## Records sur une rencontre en NBA
Les records personnels d'Elfrid Payton en NBA sont les suivants, :
| Type de statistique        | Saison régulière | Saison régulière          | Saison régulière | Playoffs | Playoffs            | Playoffs    |
| Type de statistique        | Record           | Adversaire                | Date             | Record   | Adversaire          | Date        |
| -------------------------- | ---------------- | ------------------------- | ---------------- | -------- | ------------------- | ----------- |
| Points                     | 30               | @ Wizards de Washington   | 23 décembre 2017 | 2        | 2 fois              | 2 fois      |
| Paniers marqués            | 12               | Bucks de Milwaukee        | 27 décembre 2020 | 1        | 2 fois              | 2 fois      |
| Paniers tentés             | 23               | Timberwolves du Minnesota | 18 novembre 2015 | 3        | Hawks d'Atlanta     | 23 mai 2021 |
| Paniers à 3 points réussis | 3                | 7 fois                    | 7 fois           | -        | -                   | -           |
| Paniers à 3 points tentés  | 7                | 3 fois                    | 3 fois           | -        | -                   | -           |
| Lancers francs réussis     | 11               | Trail Blazers de Portland | 18 décembre 2015 | 1        | Hawks d'Atlanta     | 26 mai 2021 |
| Lancers francs tentés      | 17               | Trail Blazers de Portland | 18 décembre 2015 | 2        | Hawks d'Atlanta     | 26 mai 2021 |
| Rebonds offensifs          | 7                | Suns de Phoenix           | 16 mars 2019     | -        | -                   | -           |
| Rebonds défensifs          | 14               | Bucks de Milwaukee        | 12 mars 2019     | -        | -                   | -           |
| Rebonds totaux             | 15               | Bucks de Milwaukee        | 12 mars 2019     | -        | -                   | -           |
| Passes décisives           | 21               | Pacers d'Indiana          | 25 novembre 2024 | 2        | Mavericks de Dallas | 15 mai 2022 |
| Interceptions              | 7                | Magic d'Orlando           | 6 février 2020   | 1        | Hawks d'Atlanta     | 26 mai 2021 |
| Contres                    | 3                | 2 fois                    | 2 fois           | -        | -                   | -           |
| Balles perdues             | 8                | Bulls de Chicago          | 24 janvier 2017  | -        | -                   | -           |
| Minutes jouées             | 43               | @ Suns de Phoenix         | 5 avril 2019     | 8        | Hawks d'Atlanta     | 23 mai 2021 |

- Double-double : 70
- Triple-double : 17

Dernière mise à jour : 11 avril 2025

## Salaires
| Année       | Équipe                          | Salaire      |
| ----------- | ------------------------------- | ------------ |
| 2014-2015*  | Magic d'Orlando                 | 2 397 840 $  |
| 2015-2016   | Magic d'Orlando                 | 2 505 720 $  |
| 2016-2017   | Magic d'Orlando                 | 2 613 600 $  |
| 2017-2018   | Magic d'Orlando                 | 3 332 340 $  |
| 2018-2019   | Pelicans de La Nouvelle-Orléans | 3 000 000 $  |
| 2019-2020   | Knicks de New York              | 8 000 000 $  |
| Total Gains | Total Gains                     | 21 849 500 $ |
| 2020-2021   | Knicks de New York              | 8 000 000 $  |

Note : * Pour la saison 2014-2015, le salaire moyen d'un joueur évoluant en NBA est de 4 500 000 $.